# Rocky Fuentes
Rocky Fuentes (Mambaling, 10 febbraio 1986) è un pugile filippino.
Ha un record di 23-6-2, con 14 successi prima del limite.

## Carriera
Rocky Fuentes ha debuttato come professionista il 12 giugno 2003, a 17 anni, contro il connazionale Jackiel Collamar. Fuentes ha vinto l'incontro ai punti, dopo 6 riprese.